# سلوی ۷۵۳۷
سیارک ۷۵۳۷ (به انگلیسی: 7537 Solvay، نامگذاری:1996HS8) هفت هزار و پانصد و سی و هفتمین سیارک کشف شده‌است که در ۱۷ آوریل ۱۹۹۶ کشف شد.
قدر مطلق سیارک برابر ۱۲٫۹۰ است.